# Liste der Baudenkmale in Rawene
Die Liste der Baudenkmale in Rawene umfasst alle vom New Zealand Historic Places Trust (NZHPT) als „Historic Place“ oder „Historic Area“ eingestuften Baudenkmale und Flächendenkmale der neuseeländischen Ortschaft Rawene. Die Angaben stammen aus dem Register des NZHPT. Die Bezeichnungen der Baudenkmale orientieren sich an diesem Register. In die Liste werden auch bekannte Wahi Tapu (Area), kulturell und religiös bedeutsame Stätten und Gebiete der Māori, aufgenommen. Sie werden jedoch meist nicht publiziert.

| Bild | Bezeichnung                                     | Ort    | Anschrift                              | Beschreibung                              | Bauzeit   | Eintrag           | Nummer | Kat. |
| ---- | ----------------------------------------------- | ------ | -------------------------------------- | ----------------------------------------- | --------- | ----------------- | ------ | ---- |
| BW   | Clendon House                                   | Rawene | 14 Parnell Street Karte                | Wohnhaus                                  | 1866–1872 | 23. Juni 1983     | 0073   | 1    |
| BW   | Church (Methodist)                              | Rawene | 32 Parnell Street Karte                | methodistische Kirche                     | 1876      | 25. November 1982 | 0430   | 2    |
| BW   | Courthouse (Former)                             | Rawene | 4 Parnell Street Karte                 | Gerichtsgebäude, ehemaliges               | 1875      | 25. November 1982 | 0433   | 2    |
| BW   | Wharf Hotel (Former)                            | Rawene | 4 Russell Esplanade Karte              | Hotel, ehemaliges                         | 1878      | 25. November 1982 | 0435   | 2    |
| BW   | Masonic Hotel                                   | Rawene | 6 Parnell Street Karte                 | Hotel                                     | 1875      | 25. November 1982 | 0439   | 2    |
| BW   | Lock-up                                         | Rawene | Parnell Street Karte                   | Arrestzellen (hinter dem Gerichtsgebäude) | n.a.      | 25. November 1982 | 2573   | 2    |
| BW   | Anchorage Coffee Lounge (Andrew's Store Former) | Rawene | Parnell Street/Russell Esplanade Karte | Café, früher Laden                        | n.a.      | 6. September 1984 | 3873   | 2    |
| BW   | Butcher's Shop                                  | Rawene | Clendon Esplanade Karte                | Metzgerei                                 | 1923      | 6. September 1984 | 3874   | 2    |
| BW   | Villa                                           | Rawene | Parnell Street Karte                   | Haus des Postmeisters, heute Hotel        | n.a.      | 6. September 1984 | 3889   | 2    |